# Lijst van personen uit Piacenza
Deze chronologische lijst van personen uit Piacenza bevat mensen die in deze Italiaanse stad zijn geboren en een artikel op de Nederlandstalige Wikipedia.

## Geboren in Piacenza

### Voor 1900

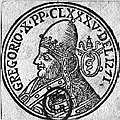
Paus Gregorius X (1210-1276)

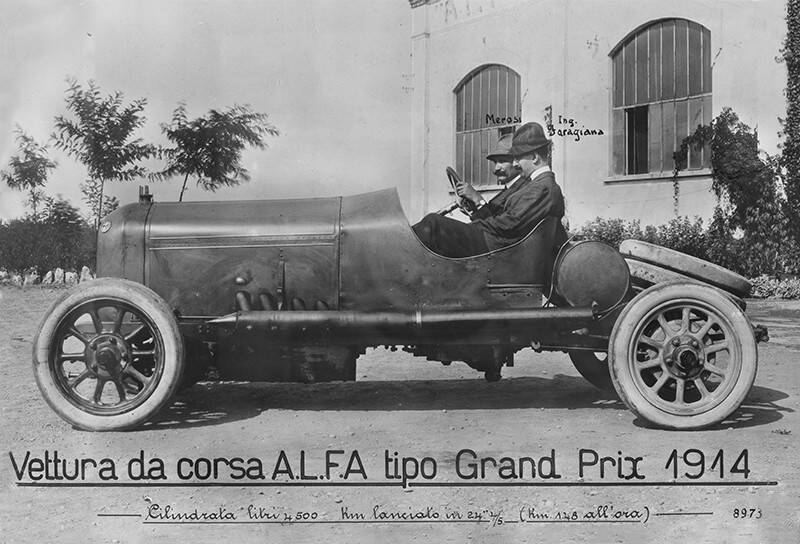
Autobouwer Giuseppe Merosi [l] (1872-1956)

- Paus Gregorius X (1210-1276), geboren als Tebaldo Visconti
- Giovanni Paolo Pannini (1691-1765), schilder en architect
- Lodewijk van Bourbon-Parma (1773-1803), erfprins van Parma en koning van Etrurië
- Angelo Genocchi (1817-1889), wiskundige
- Giuseppe Merosi (1872-1956), autobouwer
- Giovanni Nasalli Rocca di Corneliano (1872-1952), kardinaal en aartsbisschop van Bologna

### 1900–1999

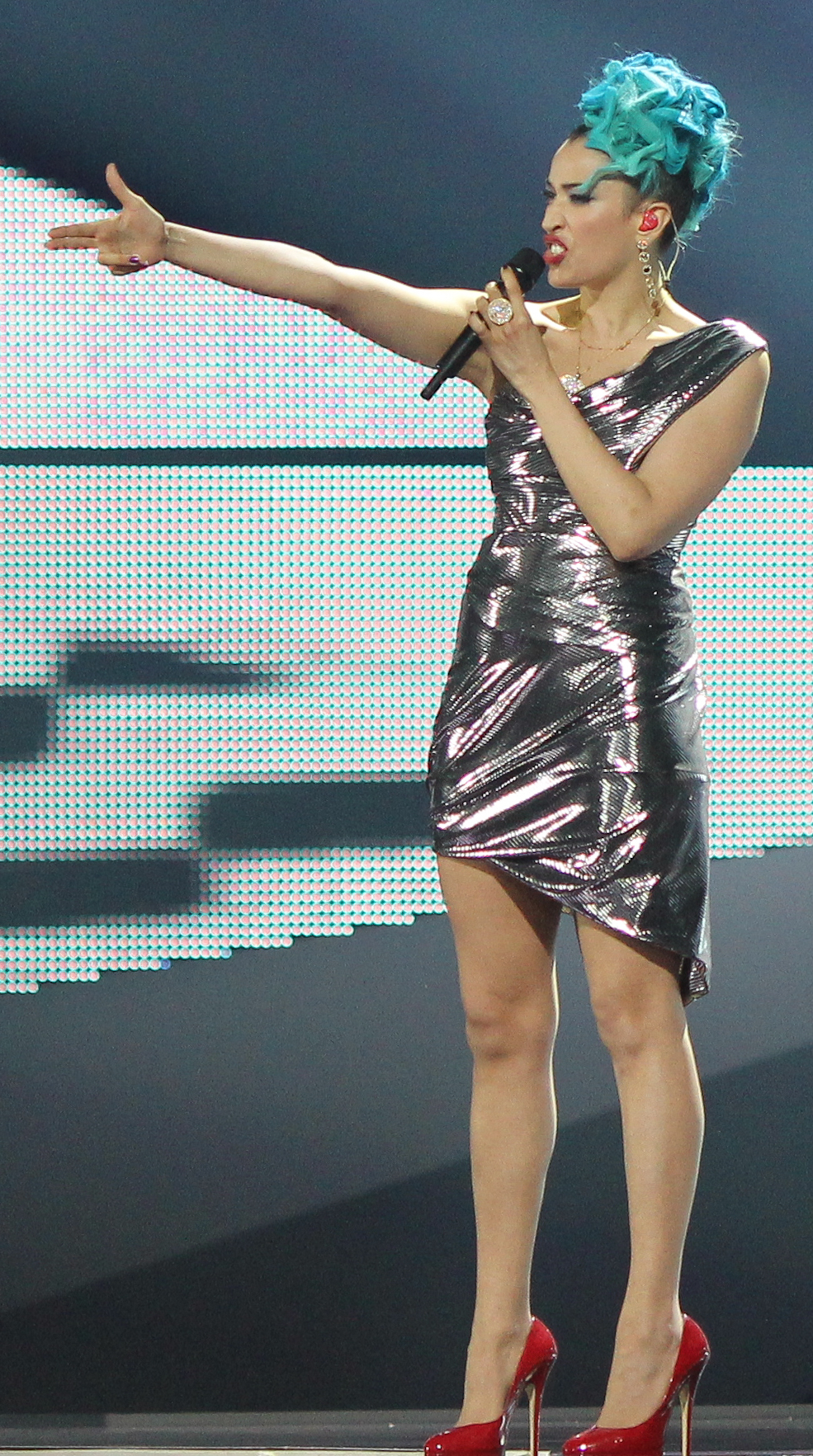
Zangeres Nina Zilli (1980)

- Mario Nasalli Rocca di Corneliano (1903-1988), kardinaal
- Luigi Poggi (1917-2010), nuntius en kardinaal
- Sandro Puppo (1918-1986), voetbalspeler/-coach
- Giorgio Armani (1934), modeontwerper
- Beppe Gabbiani (1957), Formule 1-coureur
- Claudio Golinelli (1962), wielrenner
- Filippo Inzaghi (1973), voetbalspeler en -trainer
- Ippolito Sanfratello (1973), schaatser
- Simone Inzaghi (1976), voetballer
- Nina Zilli (1980), zangeres
- Giorgia Bronzini (1983), wielrenster

### Vanaf 2000
- Nicolò Fagioli (2001), voetballer